# Universidad Americana de Afganistán
La Universidad Americana de Afganistán (en persa: پوهنتون  آمریکایی افغانستان‎ - en pastún: د افغانستان امریکايي پوهنتون‎) es una universidad Privada con sede en Kabul, Afganistán. Es la primera institución privada de educación superior sin fines de lucro del país. Se encuentra cerca del Palacio Darul Aman y la sede del  Parlamento afgano. 
Constituida en 2004, la Universidad ofrece un programa de MBA, cuatro programas de licenciatura, preparación preuniversitaria y educación continua y capacitación para el desarrollo profesional (el Instituto de Desarrollo Profesional). Abrió sus puertas en 2006 con una matrícula inicial de 50 estudiantes y matrícula a más de 1.700 estudiantes a tiempo completo y parcial. Sus exalumnos incluyen 29 becarios del Programa Fulbright.

## Historia

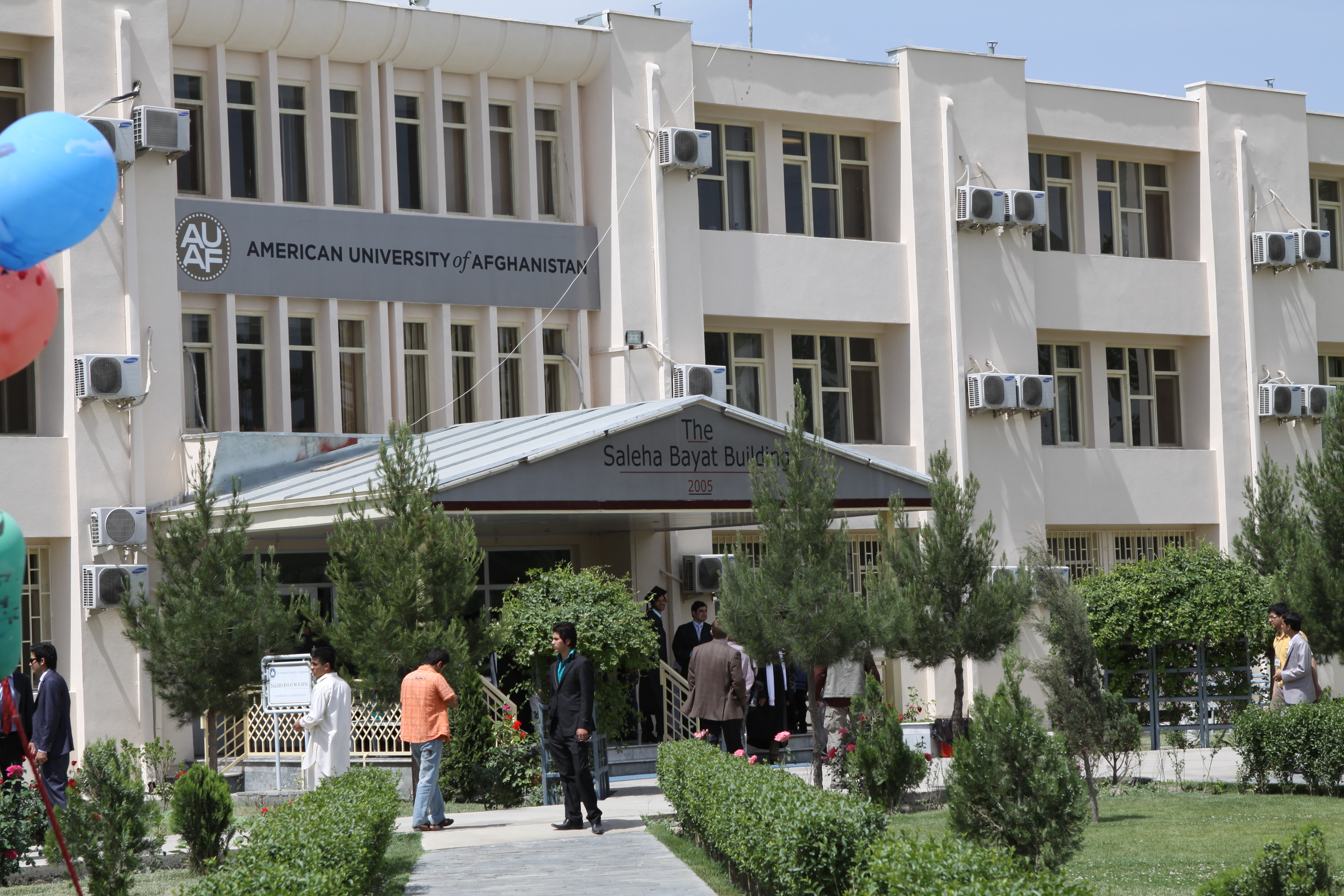
El edificio Saleha Bayat de la Universidad Americana de Afganistán (AUAF) en Kabul.

La idea de la creación de la Universidad comenzó en 2002 cuando el Dr. Sharif Fayez, entonces ministro de Educación Superior afgano, comenzó a trabajar en la misma. Durante su tiempo como ministro, propuso la creación de la primera universidad privada de Afganistán. Al año siguiente, en un discurso ante la UNESCO, la entonces primera dama de los Estados Unidos, Laura Bush, anunció su apoyo a las iniciativas educativas en Afganistán. El embajador de los Estados Unidos, Zalmay Khalilzad, probablemente inspirado por su propia experiencia en la Universidad Americana de Beirut, alentó el establecimiento de la Universidad Americana de Afganistán.
La Alta Comisión para la Inversión Privada de Afganistán ofreció arrendamientos sobre dos parcelas de tierra por un total de 224.010 m² en el área de Darulaman en Kabul hasta 2103. Además, la corporación Universidad Americana de Afganistán fue constituida en el estado de Delaware, bajo el liderazgo del Dr. Jacob van Lutsenburg Maas, quien luego se convirtió en el presidente de la corporación sin fines de lucro, para recibir estos arrendamientos. 
El 26 de julio de 2004, el Ministerio afgano de Educación Superior otorgó una título para el establecimiento de la Universidad Americana de Afganistán, en virtud del artículo 46, capítulo 2 de la nueva Constitución afgana y el artículo 445 del Código Civil. El Consejo Coordinador de Universidades Internacionales, con sede en los Estados Unidos, inició un estudio de factibilidad para recomendar un marco institucional.
En diciembre de 2004, la reunión inaugural de la Junta Directiva se llevó a cabo en Dubái, Emiratos Árabes Unidos, donde el Dr. Fayez fue elegido presidente pro tempore, sirviendo en este cargo hasta abril de 2007, cuando fue nombrado "fundador" por el nuevo presidente. Continuó haciendo lobby en el gobierno afgano en nombre de la universidad, se desempeñó como asesor del presidente actual y mantuvo una oficina en el campus hasta su muerte en febrero de 2019.
En marzo de 2005, la entonces primera dama de los Estados Unidos (y ex maestra) Laura Bush visitó el sitio y anunció una subvención sustancial de la Agencia de los Estados Unidos para el Desarrollo Internacional (USAID) para lanzar la institución. USAID sigue siendo el principal patrocinador financiero de la organización, ya que busca fuentes de financiación privada.
Los primeros estudiantes de la Universidad Americana de Afganistán se inscribieron en marzo de 2006. Comenzaron con clases para mejorar su idioma inglés y sus habilidades de estudio. En septiembre de ese año, la universidad comenzó a ofrecer sus primeros cursos de pregrado con créditos. El Instituto de Desarrollo Profesional también se lanzó en el mismo año, brindando cursos profesionales para adultos y programas de nivel profesional para adultos.
El 8 de junio de 2008, la Sra. Bush anunció una financiación adicional de US$ 40 millones para los siguientes cinco años. El financiamiento cubría más de la mitad de los gastos operativos de la universidad durante ese período, dejando que la universidad busque financiamiento privado para el resto de sus gastos operativos y para el desarrollo de su nuevo campus.
La universidad celebró su primera ceremonia de graduación el 26 de mayo de 2011 y otorgó títulos universitarios a 32 graduados. Celebró su cuarta y más grande graduación el 5 de diciembre de 2014, donde se graduaron 180 estudiantes de pregrado y posgrado. El 22 de mayo de 2015, la universidad celebró su sexta ceremonia de graduación, en honor a la clase de 2015, en el campus internacional de la universidad. El punto culminante de la ceremonia fue la presentación del doctorado en Humanidades Título Honorario al distinguido invitado, el expresidente afgano Hamid Karzai, quien también pronunció el discurso de graduación.
Actualmente, más de 1700 estudiantes a tiempo completo y parcial de las 34 provincias de Afganistán están matriculados en la universidad, incluidos 1190 estudiantes en programas de pregrado y posgrado, y 950 estudiantes en cursos de certificación. Alrededor del 35,9% de los estudiantes de la primavera de 2015 eran mujeres y más del 85% de los estudiantes reciben asistencia financiera. En una entrevista con Film Annex, el Dr. C. Michael Smith, expresidente de la Universidad Americana de Afganistán, declaró que para el año escolar 2012-13, más del 50 % de los estudiantes que ingresaban eran mujeres.

### Ataque talibán de 2014
Dos empleados murieron como resultado de un ataque con armas y bombas de los talibanes en un restaurante popular en Kabul donde los empleados cenaban en enero de 2014. Según los informes, unas 21 personas murieron en el ataque.

### 2016
- Un profesor estadounidense y australiano fueron secuestrados el 7 de agosto de 2016 por delincuentes vestidos con uniformes de policía.[9] Un equipo de Fuerzas Especiales del Ejército de los Estados Unidos más tarde intentaron rescatarlos pero fallaron.[10] Fueron liberados 3 años después, en noviembre de 2019, en un canje por tres presos talibanes.[11]

- En la noche del 24 de agosto de 2016, tres hombres armados abrieron fuego y detonaron explosivos en el campus, matando a siete estudiantes universitarios, un policía, tres guardias de seguridad de la universidad, un profesor universitario y un guardia de una escuela vecina. Fraidoon Obaidi, jefe del Departamento de Investigación Criminal de la Policía de Kabul, dijo que pudieron matar a los atacantes. Ningún grupo ha reivindicado aún la responsabilidad.[12]

## Programas
Todos los programas se llevan a cabo íntegramente en inglés. La universidad funciona con el sistema semestral de EE. UU. y el año académico comienza en agosto y, en otros aspectos, también opera al estilo de las universidades estadounidenses.
El programa de posgrado
AUAF en el otoño de 2011 comenzó su primer programa de posgrado, ofreciendo la maestría en administración de empresas. Este programa se basa en el éxito del programa de pregrado en negocios de la universidad, que es la especialización más popular entre los estudiantes de la AUAF. Un total de 29 estudiantes fueron admitidos en la primera clase de MBA. Ahora ofrece a los estudiantes la oportunidad de seguir un programa de concentración bianual opcional en Finanzas o Administración. El programa comprende 14 cursos de crédito que brindan una visión integral de la gestión empresarial general. Las clases se admiten por cohortes. Cada cohorte avanza a través de una secuencia establecida de cursos que primero desarrollan los conceptos, herramientas y técnicas utilizadas en las organizaciones de "mejores prácticas". El programa MBA comienza cada otoño. La primera promoción se graduó en mayo de 2013. El 22 de mayo de 2015, un total de 59 estudiantes se graduaron de MBA. El programa de Maestría en Artes en Educación se lanzó en AUAF en marzo de 2014. Fue un esfuerzo de colaboración con la Dirección de Capacitación de Maestros del Ministerio de Educación de Afganistán y con fondos del Fondo Fiduciario para la Reconstrucción de Afganistán (ARTF) y el Banco Mundial. El 17 de abril de 2015, la AUAF realizó la ceremonia de graduación de la cohorte inaugural de estudiantes de este programa. El programa incluyó a 318 estudiantes (23% mujeres), en representación de las 34 provincias del país.
El Programa de Licenciatura
La Universidad Americana de Afganistán actualmente ofrece programas de licenciatura de cuatro años en administración de empresas con concentración en administración, contabilidad, finanzas y marketing, tecnología de la información y ciencias de la computación, y ciencias políticas y administración pública. A través de los estudios generales requeridos en sus primeros dos años de estudios universitarios, todos los estudiantes adquieren conocimientos en composición en inglés, matemáticas, ciencias naturales, artes y humanidades y ciencias sociales. El departamento de Negocios proporciona a los estudiantes teorías y conceptos relacionados con prácticas comerciales internacionales de clase mundial y busca graduar estudiantes que sean competitivos en empresas nacionales e internacionales. Los estudiantes adquieren un conocimiento profundo de los sistemas de información, diseño de software, desarrollo y enfoques científicos en TICS. Una combinación de ciencias políticas y administración pública expone a los estudiantes a los subcampos de ciencias políticas además del campo de la administración pública. El programa de derecho brinda una exposición profunda a todas las áreas principales del derecho. Los graduados estarán calificados para ingresar al sistema judicial, la práctica legal privada, el gobierno y los negocios. Para graduarse del programa de pregrado, los estudiantes deben completar un total de 120 créditos, tanto de educación general como de requisitos específicos de especialización. AUAF celebró su sexta ceremonia de graduación de la clase 2015, el 22 de mayo de 2015.
En el otoño de 2008, se lanzó en la universidad el Proyecto de Educación Legal de Afganistán de la Escuela de Derecho de Stanford. Brinda capacitación legal introductoria que presenta el primer texto nuevo en décadas dedicado al sistema legal en Afganistán. En septiembre de 2012, la AUAF y la Universidad de Stanford recibieron una subvención de 7,2 millones de dólares para este programa del Departamento de Estado de EE. UU.
El Instituto de Desarrollo Profesional
El Instituto de Desarrollo Profesional de la Universidad Americana de Afganistán se estableció en 2006 para satisfacer las necesidades de capacitación de los profesionales en Afganistán y la región. Ofrece cursos de capacitación, talleres y seminarios para profesionales del sector privado, organizaciones gubernamentales y no gubernamentales que trabajan en Afganistán y la región. Los cursos especializados sin título de PDI están diseñados para mejorar las habilidades lingüísticas y laborales, incluida la capacitación en gestión y liderazgo. PDI ofrece una amplia gama de cursos de capacitación y educación en todo Afganistán para empresas privadas, organizaciones sin fines de lucro, ONG, agencias gubernamentales e individuos. El Centro de idioma inglés dentro del instituto ofrece una amplia gama de capacitación en idioma inglés para hablantes no nativos. PDI administra cursos a corto plazo en contabilidad, finanzas, gestión de proyectos, gestión de recursos humanos y tecnologías de la información. La unidad de negocios ahora ofrece cursos de capacitación y preparación para exámenes en ACCA y FIA. El instituto es el único miembro dorado de ACCA en Afganistán. El programa de TI ofrece una variedad de capacitación en tecnología: Cisco, Comp TIA, ICDL, Microsoft, Oracle y Redhat, entre otros.
El PDI tiene actualmente cuatro centros regionales en las provincias de Herat, Kandahar y Balkh y Nangarhar.

## Organización
El consejo de administración supervisa el gobierno y la gestión generales de la AUAF. La junta tiene la responsabilidad fiduciaria de la universidad y toma todas las decisiones de política para lograr su visión y misión. La junta está compuesta por miembros destacados de las comunidades académica, empresarial y política de Afganistán y los Estados Unidos.
El presidente es responsable de implementar las políticas de la junta y de la administración general de la universidad.
El primer presidente de la universidad fue presidente pro tempore Sharif Fayez, ministro de Educación Superior de Afganistán de 2002 a 2004. En enero de 2015, el Dr. Mark A. English asumió el liderazgo de la universidad como presidente. El Dr. C. Michael Smith renunció después de casi seis años de servicio excepcional La vicepresidenta de Asuntos Académicos de la universidad es la Prof. Victoria C. Fontan.

## Instalaciones
La Universidad Americana de Afganistán tiene 2 campus que se conocen como West Campus y International Campus. Los campus de la Universidad Americana de Afganistán están ubicados en Darulaman Road en Kabul, Afganistán. El campus occidental actual opera en el sitio de la antigua Escuela Internacional Americana de Kabul. Una gran extensión de tierra inmediatamente al otro lado de la carretera desde el campus actual, y que corre hacia el sur hasta el Palacio Darul Aman se está desarrollando actualmente para la expansión del campus.
Los principales edificios académicos del campus son el edificio Azizi, que alberga aulas y oficinas de profesores; el edificio Bayat, que alberga oficinas de administración y aulas; y el edificio Académico de Propósitos Múltiples, que alberga la Biblioteca Bernice Nachman Marlowe, los laboratorios de ciencia e informática y las aulas. Este edificio también contiene el sistema de videoconferencia de presencia real Abdul Madjid Zabuli. Otros edificios en el campus incluyen el gimnasio Michael Bayat, los edificios de oficinas de la facultad, dos Masjids (para hombres y mujeres) y la cafetería AUAF.
El Campus Internacional se construyó más tarde y ahora sirve como campus principal para las clases universitarias diarias. El Centro de Mujeres es el edificio principal donde se ubicaron la mayoría de las clases y oficinas junto al Auditorio principal. En 2019, también se inauguró el centro de TI de Bayat, que albergaba principalmente clases de TI y laboratorios para el departamento de informática. Había sucursales de comida rápida Yummy en el segundo piso del Centro de la Mujer y una sucursal del supermercado Finest cerca del campo de fútbol.

## Centro Internacional para el Desarrollo Económico de las Mujeres Afganas
El Centro Internacional para el Desarrollo Económico de las Mujeres Afganas (ICAWED), también conocido como el Centro de la Mujer, fue una institución dedicada a promover el papel de la mujer en la economía de Afganistán, ubicada en la Universidad Americana de Afganistán (AUAF) en Kabul. ICAWED se estableció en 2013.

## Centro de innovación empresarial
El centro de innovación empresarial se fundó en noviembre de 2013 como una iniciativa de la Universidad Americana de Afganistán. El centro estaba ubicado en el campus internacional de la Universidad. Es un acelerador de negocios y contaba con un equipo de consultores afganos e internacionales que tenía una amplia experiencia comercial local e internacional.